# Stolemberg
De Stolemberg is een 3202 meter hoge berg in de Pennische Alpen op de grens van de Italiaanse regio's Piëmont en Valle d'Aosta.
De berg maakt deel uit van de bergkam die de scheiding vormt tussen het Valsesia en het Val di Gressoney en ligt nabij het enorme Monte Rosamassief. Vanaf de top heeft men vrij uitzicht op de meer dan 4000 meter hoge Piramide Vincent en Punta Giordani en de uitgestrekt Indren- en Borsgletsjers. De tocht naar de top wordt vergemakkelijkt door bergbanen die zowel vanuit westelijke als oostelijke richting naar de Passo dei Salati (2936 m) voeren.
Tot begin 20ste eeuw werd op 3000 meter hoogte aan de westzijde van de top het mineraal pyriet gewonnen. In de vijftig meter lange mijnschacht werd waarschijnlijk ook naar goud gezocht.